# Gasoline Alley (film)
Gasoline Alley è un film del 2022 diretto da Edward Drake.

## Trama
Un uomo incolpato degli omicidi di tre star di Hollywood cerca in tutti i modi di reperire delle prove che lo scagionino dalle accuse. Avendo bisogno di aiuto, si unisce alle indagini di due detective e insieme proveranno a mandare a monte una cospirazione più pericolosa di quanto immaginassero.

## Distribuzione
Il film è stato distribuito sulle piattaforme streaming a partire dal 25 febbraio 2022.